# Чемпіонат світу з хокею із шайбою 2005 (дивізіон III)
Чемпіонат світу з хокею із шайбою 2005 (дивізіон III) — чемпіонат світу з хокею із шайбою, який проходив в період з 7 березня по 12 березня 2005 року у Мехіко (Мексика).

## Результати
| 7 березня 16:30  | Вірменія   | 1-33 (0-11,0-14,1-8)  | ПАР        |
| 7 березня 20:30  | Мексика    | 2-0 (2-0,0-0,0-0)     | Люксембург |
| 8 березня 19:30  | Ірландія   | 23-1 (9-0,5-0,9-1)    | Вірменія   |
| 9 березня 16:30  | Люксембург | 8-4 (2-0,3-0,3-4)     | Ірландія   |
| 9 березня 20:00  | ПАР        | 2-4 (1-2,0-0,1-2)     | Мексика    |
| 10 березня 19:30 | Люксембург | 38-3 (9-2,12-0,17-1)  | Вірменія   |
| 11 березня 16:30 | Ірландія   | 4-5 (1-0,0-2,3-3)     | ПАР        |
| 11 березня 20:00 | Вірменія   | 0-48 (0-13,0-18,0-17) | Мексика    |
| 12 березня 16:30 | ПАР        | 7-3 (3-0,2-2,2-1)     | Люксембург |
| 12 березня 20:00 | Мексика    | 6-1 (0-0,4-0,2-1)     | Ірландія   |

## Таблиця
| Збірна        | М | В | Н | П | Ш     | О |
| ------------- | - | - | - | - | ----- | - |
| 1. Мексика    | 4 | 4 | 0 | 0 | 60-3  | 8 |
| 2. ПАР        | 4 | 3 | 0 | 1 | 47-12 | 6 |
| 3. Люксембург | 4 | 2 | 0 | 2 | 49-16 | 4 |
| 4. Ірландія   | 4 | 1 | 0 | 3 | 32-20 | 2 |
| 5. Вірменія   | 4 | 0 | 0 | 4 | 5-142 | 0 |

## Найкращі бомбардири
| Гравець            | Матчі | Голи | Паси | Очки | +/− | ШХ | Поз |
| ------------------ | ----- | ---- | ---- | ---- | --- | -- | --- |
| Адріан Сервантес   | 4     | 17   | 10   | 27   | +27 | 4  | Ф   |
| Роберт Беран       | 4     | 12   | 15   | 27   | +20 | 10 | Ф   |
| Бен Гудремонт      | 4     | 11   | 12   | 23   | +18 | 12 | Ф   |
| Алексіс Сервантес  | 4     | 5    | 11   | 16   | +17 | 4  | Ф   |
| Едуардо Гленні     | 4     | 6    | 9    | 15   | +18 | 0  | Ф   |
| Хуан Пабло Робертс | 4     | 5    | 10   | 15   | +18 | 8  | Ф   |
| Мекі Райнеке       | 4     | 7    | 7    | 14   | +10 | 2  | Ф   |
| Роберто Шаба       | 4     | 4    | 9    | 13   | +16 | 0  | Ф   |
| Майкл Едвардс      | 4     | 9    | 3    | 12   | +13 | 24 | Ф   |
| Гарет Мартін       | 3     | 7    | 5    | 12   | +7  | 2  | Ф   |

Джерело: IIHF.com [Архівовано 30 березня 2015 у Wayback Machine.]

## Найкращі воротарі
Список п'яти найращих воротарів, сортованих за відсотком відбитих кидків. У список включені лише ті гравці, які провели щонайменш 40% хвилин.
| Гравець           | ЧНЛ    | ГП  | СП  | СПГ   | %ВК   | ША |
| ----------------- | ------ | --- | --- | ----- | ----- | -- |
| Альфонсо де Альба | 150:20 | 27  | 2   | 0.80  | 92.59 | 2  |
| Ешлі Бок          | 149:29 | 58  | 8   | 3.21  | 86.21 | 0  |
| Майкл Вельтер     | 180:00 | 87  | 13  | 4.33  | 85.06 | 0  |
| Кевін Келлі       | 209:30 | 94  | 19  | 5.44  | 79.79 | 1  |
| Армен Лалаян      | 240:00 | 315 | 142 | 35.50 | 54.92 | 0  |

ЧНЛ = часу на льоду (хвилини:секунди); КП = кидки; ГП = голів пропушено; СП = Середня кількість пропущених шайб; СПГ = Голи, пропущені в середньому за 60 хвилин; %ВК = відбитих кидків (у %); ША = шатаути
Джерело: IIHF.com [Архівовано 30 березня 2015 у Wayback Machine.]